# 罗维拉-威尔吉利大学

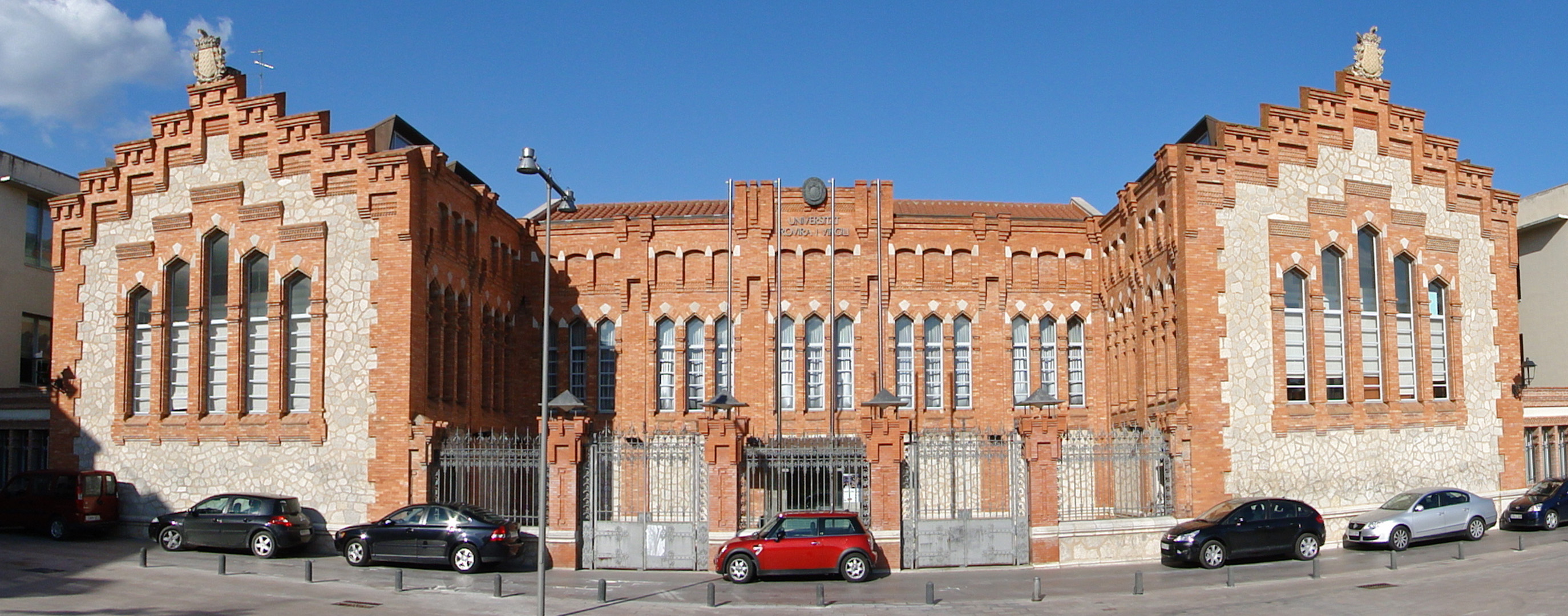
塔拉戈纳校区

罗维拉-威尔吉利大学（IPA：[uniβəɾsiˈtad ruˈβiɾə j βiɾˈʒili]，缩写URV）是西班牙加泰罗尼亚地区的一所公立大学。1991年正式建校，以加泰罗尼亚政治家安东尼·罗维拉·威尔吉利命名。

## 历史
加泰罗尼亚塔拉戈纳地区的高等教育可以追溯到16世纪，当时著名的红衣主教加斯帕尔·塞万提斯在塔拉戈纳成立了大学，教授语言文学和神学。在王位继承战争之后，腓力五世下令取消了该地所有大学。从20世纪50年代末期开始，劳工部在该地区组建了专科学院，教授技术类课程。1977年，雷乌斯开设了医学课程。
加泰罗尼亚议会于1991年12月30日正式通过决议，将塔拉戈纳省分散的学院合并组建为罗维拉-威尔吉利大学。

## 排名
- 2017年泰晤士高等教育-QS世界大学排名：第401-500位[4]